# Jogos do Sudeste Asiático de 2007
Os Jogos do Sudeste Asiático de 2007 foram a 24ª edição do evento multiesportivo, realizado na cidade de Nakhon Ratchasima, com Bangkok e Chonburi como sedes suplementares, na Tailândia, entre os dias 6 e 15 de dezembro.
O Comitê Olímpico Tailândes planejou este evento, a sexta edição realizada na nação, para coincidir com o aniversário do Rei Bhumibol Adulyadej. Originalmente, estes Jogos seriam em Singapura, mas a cidade estado abriu mão em 2004 já que o Estádio Nacional estava em processo de demolição para a construção do Hub de Esportes.

## Países participantes
Onze países participaram do evento:
- Brunei
- Camboja
- Laos
- Tailândia
- Myanmar
- Malásia
- Singapura
- Indonésia
- Filipinas
- Vietname
- Timor-Leste

## Modalidades
Foram disputadas 43 modalidades nesta edição dos Jogos:
| - Atletismo - Badminton - Barco Dragão - Basquete - Beisebol - Bilhar - Boliche - Boxe - Canoagem - Caratê - Ciclismo | - Dança de salão - Esgrima - Esportes aquáticos - Fisiculturismo - Futebol - Ginástica - Golf - Handebol - Hipismo - Hóquei sobre grama - Judô | - Levantamento de peso - Luge - Muay thai - Petanca - Polo - Remo - Rugby - Sepaktakraw - Silat - Softball - Squash | - Taekwondo - Tênis - Tênis de mesa - Tiro - Tiro com arco - Triatlo - Vela - Vôlei - Wrestling - Wushu |

## Quadro de medalhas
País sede destacado.
| Ordem | País      | Medalha de ouro | Medalha de prata | Medalha de bronze |       |
| ----- | --------- | --------------- | ---------------- | ----------------- | ----- |
| 1     | Tailândia | 183             | 123              | 109               | 409   |
| 2     | Malásia   | 68              | 52               | 96                | 216   |
| 3     | Vietname  | 64              | 58               | 82                | 204   |
| 4     | Indonésia | 56              | 64               | 83                | 203   |
| 5     | Singapura | 43              | 43               | 41                | 127   |
| 6     | Filipinas | 41              | 91               | 96                | 228   |
| 7     | Myanmar   | 14              | 26               | 47                | 87    |
| 8     | Laos      | 5               | 7                | 32                | 44    |
| 9     | Camboja   | 2               | 5                | 11                | 18    |
| 10    | Brunei    | 1               | 1                | 4                 | 6     |
| TOTAL | TOTAL     | 477             | 470              | 595               | 1 542 |